# ستيك

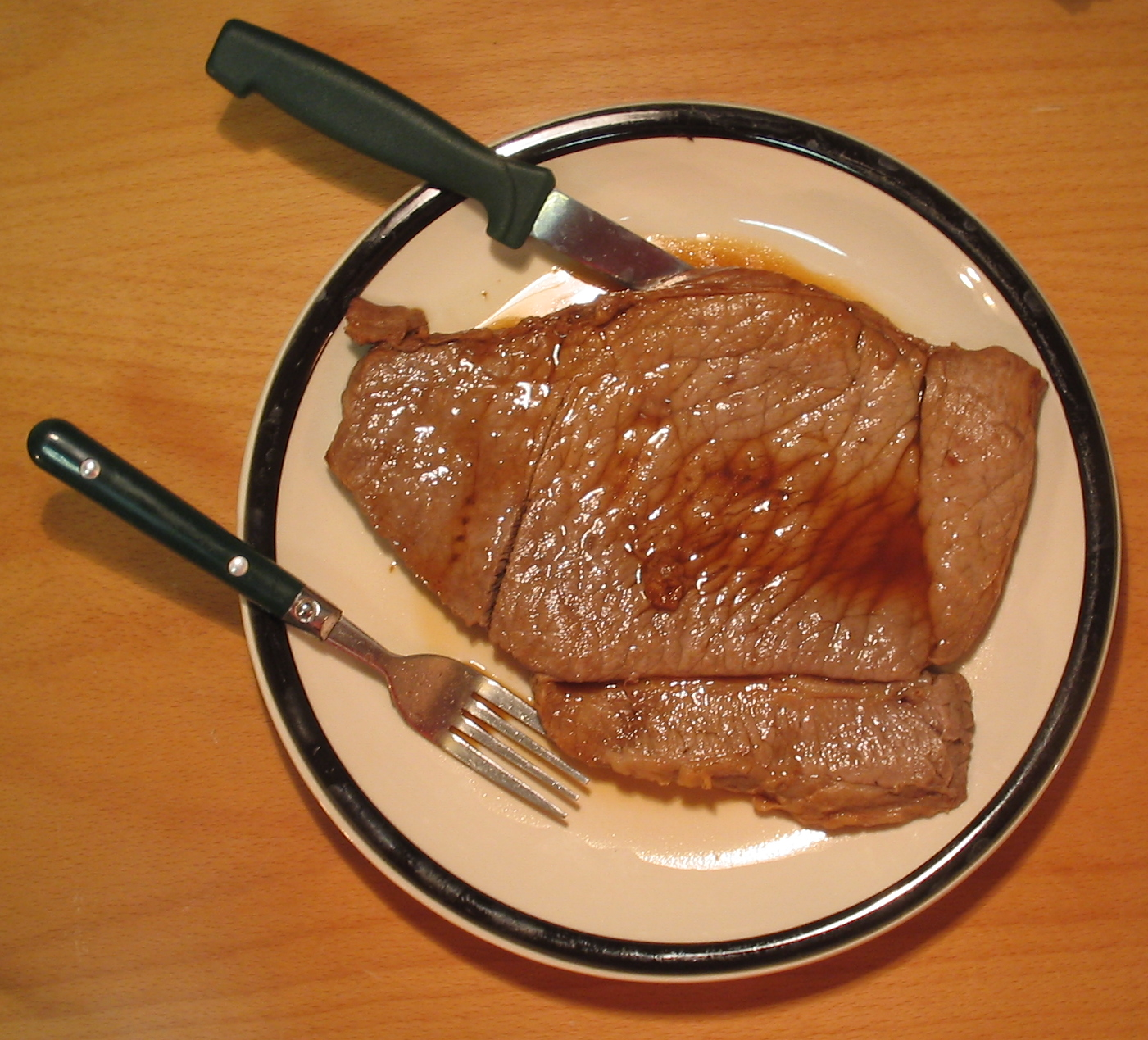
شريحة لحم جاهز للأكل.

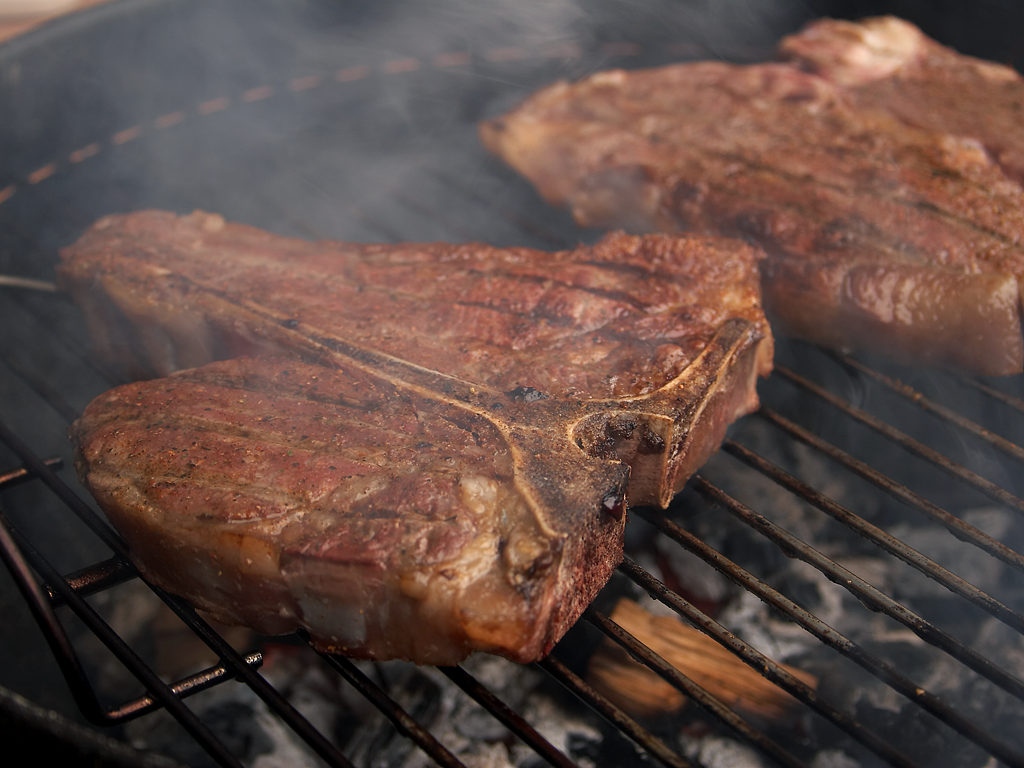
لحم مشرح مشوي.

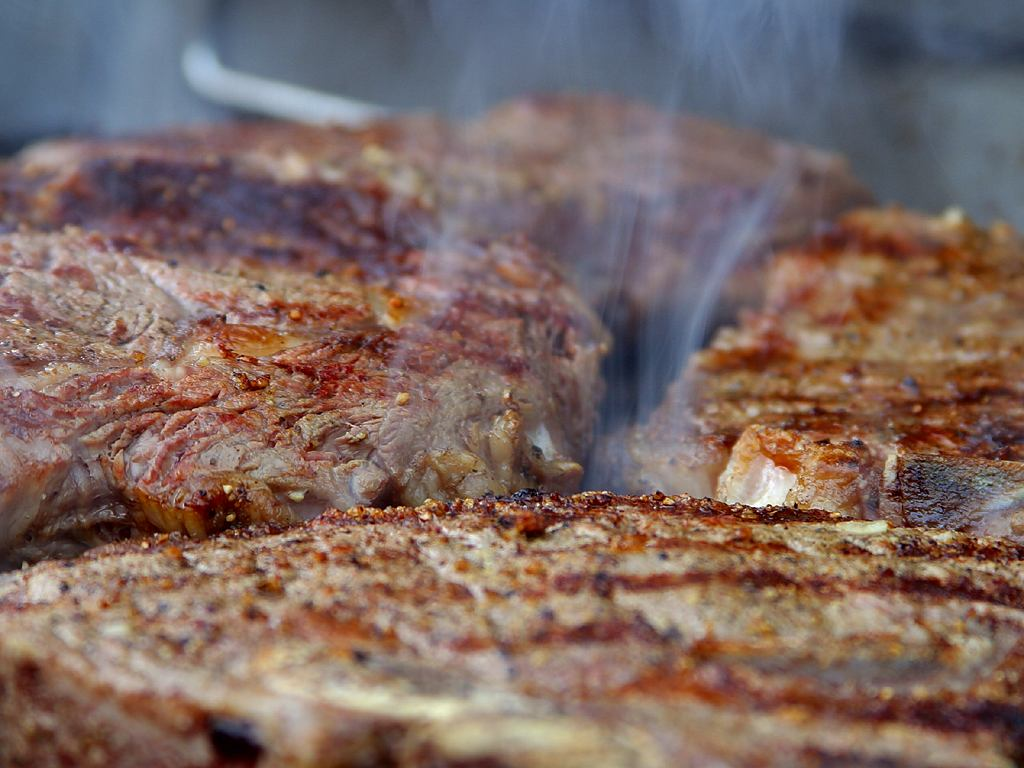
شريحة لحم مشوية.

اللحم المشرح أو الشريحة أو الصفيفة أو الصليقة ومعروفة بـ الستيك (بالإنجليزية: Steak)‏هو قطع من اللحم المشرح، للأكل. أغلب ما تكون لحم البقر، وقد تكون أخرى حمراء أو بيضاء سمك ودجاج. غالب شرائح اللحم تقطع بشكل عامودي على أنسجة العضلات، لكي تحسن من طراء اللحم. تنتشر شوي شرائح اللحم بكثرة، رغم من أن قليه متنشر أيضاً. بسبب أن شرائح اللحم تطبخ بسرعة، باستخدام حرارة جافة، وتقدم كاملة، وتستخدم أطرى لحوم الحيوان لصناعة شرائح اللحمية منه. ولذلك في إن شرائح اللحم سعر عالي ومركز، حيث ان الفكرة الشائعة هي أن أكل شريحة اللحم هو علامة الأغنياء.
تختلف أنواع( مسميات ) شريحة اللحم بحسب الجزء المقطوع منه اللحم من البقرة .

## صلصات اللحم المشرح
هناك عدة صلصات تحضّر مع شريحة اللحم أشهرها: صلصة الفلفل، صلصة الروكفور، صلصة البيارنيز، صلصة الكريما والفطر.

## المعلومات الغذائية عن شريحة اللحم بالصلصة
تحضّر شريحة اللحم بالصلصة باستخدام اللحم، البصل، الطماطم، الفلفل الرومي، البقدونس، مرق اللحم، البهارات والزيت. تحتوي وجبة شريحة اللحم بالصلصة (350غ تقريباً) ، بحسب موقع شهية، على المعلومات الغذائية التالية:
- السعرات الحرارية: 589
- الدهون: 39
- الدهون المشبعة: 16
- الكوليسترول: 2
- الكاربوهيدرات: 3
- البروتينات: 53

مع العلم أنه لم يتم احتساب الزيت